# Teyla Emmagan
Teyla Emmagan a német-kanadai-amerikai Csillagkapu és Csillagkapu: Atlantisz című sci-fi sorozatok szereplője. A sorozatokban katonai csapatok fedezik fel a galaxist egy idegen technológia, a csillagkapu-hálózat segítségével. A Rachel Luttrell által alakított karakter főszereplője a Csillagkapu: Atlantisznak. Teyla főszerepet kap az előkészületi fázisban lévő, várhatóan 2010-ben csak DVD-re megjelenő Csillagkapu: Atlantisz filmben.

## Szerepe a Csillagkapu: Atlantiszban
Teyla Emmagan az Atosziak vezetője. Miután az Atosziak a szárazföldre költöztek, Teyla ott maradt Atlantiszon és az 1-es ugró csapatába került be. Kiderült, hogy a nyakában lévő nyaklánc a lidércek nyomkövetője, melyet Sheppard őrnagy kapcsolt be véletlenül (csak ős génnel rendelkezők kapcsolhatják be, mert ez az ősök ellen készült). Ez később kiderült és a nyakláncot megsemmisítették. Emellett Teyla őseivel kísérletezett egy lidérc, így ő is be tud lépni a lidércek elméjébe. (Felemelkedés 1-2, Gyanú, A képesség)